# Georgievitsův palác
Georgievitsův palác je palác na Panenské ulici č. 11 v Bratislavě v Starém Městě.
Kdysi jeho adresa byla Bél Mátyás utca 7, tedy ulice Mateja Bela. Palác měl na zvýšené terase na nádvoří zahradu upravenou jako park. Vestibul a reprezentační prostory jsou ozdobeny štukami v novobarokní slohu. Byl postaven pravděpodobně podle projektu vídeňského architekta bratislavského původu Victora Rumpelmayera.